# Кудря, Владимир Леонидович
Владимир Леонидович Кудря — советский, российский флейтист и дирижёр. Лауреат международных конкурсов в Белграде и Вене, Почетный профессор Сеульской консерватории, Заслуженный деятель искусств, профессор Российской Академии Музыки имени Гнесиных и Государственной классической академии имени Маймонида. Автор «Современной школы игры на флейте».

## Биография
Кудря Владимир Леонидович родился в 1956 году. С 13 лет начал концертную деятельность в качестве солиста Образцово-показательного оркестра роты Почетного караула Волгоградского гарнизона на Мамаевом кургане и артиста оркестра Музыкального театра. В 1975 году окончил музыкальное училище и в 1984 году Государственный Музыкально-педагогический институт имени Гнесиных по классу флейты и оркестрового дирижирования - класс флейты заслуженного артиста РСФСР, солиста оркестра Большого театра СССР, профессора М. И. Каширского. Класс оркестрового дирижирования лауреата Международного конкурса дирижёров в Лондоне, Народного артиста России В. А. Понькина.
Лауреат Международного конкурса музыкантов - исполнителей в Белграде(1987 год) и Международного конкурса симфонических дирижёров в Вене (1995 год) — 1 премия и приз за лучшую интерпретацию обязательного сочинения.
В разные годы солист в Государственном симфоническом оркестре кинематографии СССР, Большом симфоническом оркестре Гостелерадио СССР под управлением В. И. Федосеева и в  Академическом симфоническом оркестре Московской государственной филармонии под управлением Д. Г. Китаенко.
С его участием в 1970-80х годах записана музыка к лучшим отечественным кинофильмам и мультфильмам. Его флейта звучит в кинофильмах Эльдара Рязанова, Леонида Гайдая, Георгия Данелия, Никиты Михалкова, Марка Захарова, Владимира Меньшова, Эмиля Лотяну и многих других отечественных кинорежиссеров. В студиях Дома звукозаписи в Золотой Фонд радио записаны симфонии и балеты Чайковского, Глазунова, Скрябина, Шостаковича, произведения Мусорского, Глинки, Бородина, Рахманинова и других авторов. 
За годы исполнительской деятельности на разных площадках страны, в том числе на лучших сценах мира в качестве солиста оркестра, дирижёра и камерного исполнителя им сыграно более трёх тысяч концертов.
Сотрудничал с известными композиторами: Георгием Свиридовым, Валерием Гаврилиным, Андреем Эшпаем, Эдисоном Денисовым, Альфредом Шнитке, Софьей Губайдулиной, Борисом Чайковским, Родионом Щедриным, Юрием Корнаковым, Отаром Тактакишвили, Мерабом Парцхаладзе, Максимом Дунаевским, Александром Зацепиным, Геннадием Гладковым, Евгением Крылатовым, Эндрю Ллойдом Уэббером, Нильсем Олсеном, Лоуренсем Смитом, часто являясь первым исполнителем их сочинений. Им также впервые в России были исполнены ряд произведений для флейты западно-европейских композиторов Э. Бозза, А. Жоливе, П. Санкана, К. Боллинга, которые затем прочно вошли в репертуар российских флейтистов. 
В 1987 году в составе организованного им Квинтета деревянных духовых инструментов Московской государственной филармонии был удостоен звания Лауреата XVII Международного конкурса в Белграде (Югославия) и отмечен членами жюри как лучший флейтист этого престижного конкурса, в котором приняли участие музыкальные коллективы Европы и Америки.
С 1990 года ведёт класс флейты в Российской академии музыки имени Гнесиных. Среди его учеников более 30 удостоены звания лауреатов Всероссийских и международных конкурсов в Берлине, Париже, Ницце, Бухаресте, Афинах, Киеве, Львове, Вильнюсе, в Варне, в Нью - Йорке, в Москве и Санкт-Петербурге. 
Выпускники класса В. Л. Кудри работают в оркестре Большого театра (концертмейстер группы флейт Заслуженная артистка России Галина Эрман), Национальном Филармоническом оркестре под управлением Владимира Спивакова (Виктор Хотулёв и Заслуженный артист России Владимир Шамиданов) в Академическом симфоническом оркестре Московской филармонии (в разные годы Ирина Стачинская и Иннокентий Истомин) в Государственном симфоническом оркестре кинематографии (Игорь Сунцов) в оркестре Цюрихской  оперы (Александр Зимоглядов), в Баварском филармоническом оркестре (Михаил Хвостиков), в Молодёжном симфоническом оркестре Земли Шлезвиг-Гольштейн (Анастасия Авдалова и Андрей Пресс), в Дрезденском камерном оркестре (Сергей Трембицкий), Сеульском филармоническом оркестре (Бора Ким).
С 1993 года совмещает педагогическую деятельность с концертной в качестве дирижёра и сольного исполнителя. 
В 1995 году удостоен высшей награды на IV Международном конкурсе симфонических дирижёров в Вене, I премия и приз за лучшую интерпретацию обязательного сочинения. 
Ведет интенсивную концертную деятельность. Сотрудничает со многими камерными и симфоническими оркестрами России и зарубежья. Гастролировал неоднократно в Японии, США, Канаде, Франции, Швейцарии, Австрии, Германии и других странах.
В 1995 году — музыкальный руководитель и главный дирижёр первого в истории России праздничного концерта на Красной площади в Москве в честь 50-летия Победы над фашистской Германией. 
В 1997 году — по приглашению Мэрии Москвы музыкальный руководитель и главный дирижёр заключительного Праздничного концерта 850-летия Москвы, в котором приняли участие более трех тысяч исполнителей, лучшие хоровые и оркестровые коллективы столицы. Автор музыкальной композиции «Москва на все времена».
В 1996—2004 годах — главный приглашенный дирижёр и художественный руководитель Ульяновского государственного академического симфонического оркестра. Под его руководством коллектив стал лауреатом Всероссийского конкурса симфонических и камерных оркестров России в номинациях «Благородство тембров и идеальный ансамбль оркестровых групп», и как руководитель коллектива «За лучший выбор концертных программ».
В 2003 году — приглашенный профессор, с 2008 года Почетный профессор Сеульской консерватории 
В 2000 году создатель и организатор первого в истории России молодёжного Оркестра флейт. Автор множества переложений и аранжировок для этого коллектива. Оркестр под его руководством стал лауреатом международных фестивалей и конкурсов в Варне, Каунасе и Вене. Ведёт интенсивную концертную деятельность.
Владимир Кудря приглашается в состав жюри многих Всероссийских и Международных конкурсов. 
Регулярно проводит мастер-классы по специальностям «флейта» и «оркестровое дирижирование». 
Среди его выпускников – дирижёров класса оперно-симфонического дирижирования Московского государственного гуманитарного университета, главный дирижёр и художественный руководитель Якутского театра оперы и балета Павел Васьковский, дирижер театра Артём Быстров, дирижер симфонического оркестра Анкары Виктор Скорокиржа, главный дирижёр симфонического оркестра Тамбовской филармонии Роман Петров, дирижёр оркестра «Градский Холл», лауреат Всероссийского конкурса имени Стравинского Сергей Свиридов, главный дирижёр оркестра Штаба Тихоокеанского флота и Молодежного симфонического оркестра Владивостока Илья Сергеев. 
Приглашенный профессор Образовательного Центра «Сириус» (г. Сочи)

## Награды
- Лауреат XVII Международного конкурса музыкантов-исполнителей в Белграде (1987);
- Лауреат IV Международного конкурса симфонических дирижёров в Вене (1995);
- Заслуженный деятель искусств РС. /Я/ (2003);